# Piper obesispicum
Piper obesispicum är en pepparväxtart som beskrevs av Spencer Le Marchant Moore. Piper obesispicum ingår i släktet Piper och familjen pepparväxter. Inga underarter finns listade i Catalogue of Life.